# 369P/Hill
369P/Hill è una cometa periodica appartenente alla famiglia delle comete gioviane. La cometa è stata scoperta il 6 gennaio 2010 , la sua riscoperta il 10 agosto 2018 ha permesso di numerarla .